# Drei Choralfantasien (Max Reger)

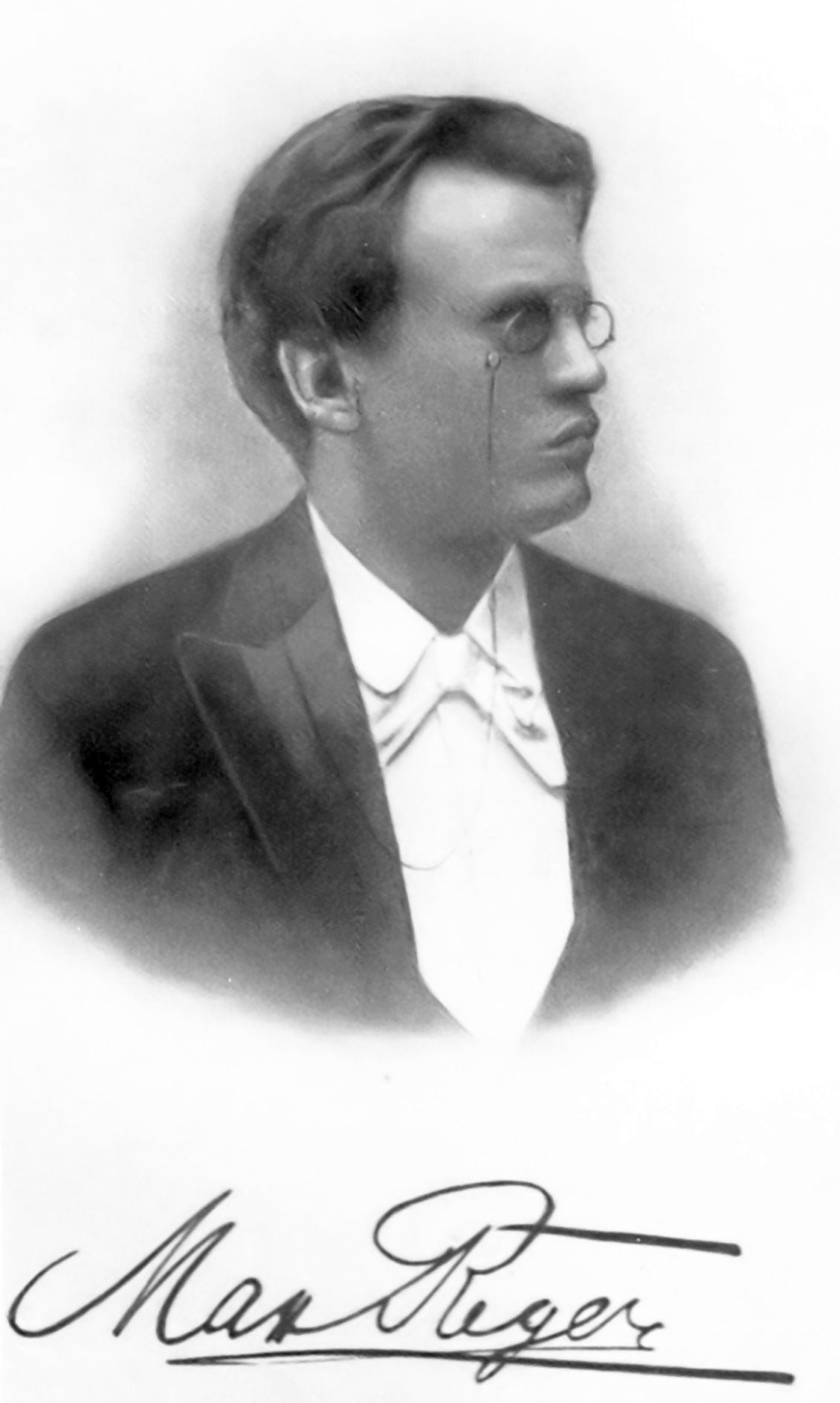
Max Reger im Jahr 1901

Die Drei Choralfantasien für Orgel komponierte Max Reger als Opus 52 in der zweiten Septemberhälfte des Jahres 1900. Im Einzelnen sind diese die Fantasie über den Choral „Alle Menschen müssen sterben“ (op. 52 Nr. 1), Fantasie über den Choral „Wachet auf, ruft uns die Stimme“ (op. 52 Nr. 2) sowie  die Fantasie über den Choral „Halleluja! Gott zu loben bleibe meine Seelenfreud“ (op. 52 Nr. 3).

## Daten zum Werk
Entstehungszeit: September 1900 in Weiden in der Oberpfalz; Nr. 2 datiert vom 15. September 1900; Versand an den Verleger am 22. Oktober 1900.
Uraufführung:
- Nr. 1: Sommer 1901 an der Sauer-Orgel des Willibrordi-Domes zu Wesel durch Karl Straube[1]
- Nr. 2: 28. April 1901  an der Sauer-Orgel des Willibrordi-Domes zu Wesel durch Karl Straube[1]/12. Mai 1901 in der alten Garnisonkirche Berlin durch Karl Straube[2]
- Nr. 3: 9. November 1901 an der Walcker-Orgel des Kaim-Saales zu München durch Karl Straube[1]

Widmung:
- Nr. 1: „Sr. Hochwürden Herrn Professor Dr. Julius Smend hochachtungsvollst zugeeignet“
- Nr. 2: „Meinem Freunde Karl Straube in herzlichster Dankbarkeit zugeeignet“
- Nr. 3: „Herrn Friedrich L. Schnackenberg hochachtungsvollst zugeeignet“

Schnackenberg war Seminaroberlehrer in Plauen und Mitarbeiter der Neuen Zeitschrift für Musik. Die Widmung kann als Dank für die Besprechung Neue Orgelwerke und einiges andere von Max Reger in der NZfM gesehen werden.
Besetzung: Orgel solo
Dauer:
- Nr. 1: 16–17 min.[1]
- Nr. 2: 17–19 min.[1]
- Nr. 3: 15–17 min.[1]

## Entstehungsgeschichte
Unmittelbar nach der Vollendung von Opus 49 (Zwei Sonaten für Klarinette und Pianoforte) kündigte Reger am 24. Mai 1900 in einem Brief an Alexander Wilhelm Gottschalg „drei Orgelfantasien großen Stils“ an. Dieses Vorhaben verwirklichte er vier Monate später innerhalb von nur zehn Tagen. Sie sind gleichermaßen auch als Reaktion auf eine Kritik Georg Göhlers in der Septemberausgabe der Zeitschrift Der Kunstwart zu verstehen: Göhlers Vorwurf – „erfinderische Schwäche, Mangel an innerer Kraft und Persönlichkeit“ – schien Reger zutiefst verletzt zu haben: Dem Bericht Adalbert Lindners zufolge „[brachte] denn kaum zehn Tage nach ihrem Erscheinen […] mein Freund die oben erwähnten drei Choralphantasien fix und fertig ins Haus und warf sie mit den herben Worten: ‚Da drinnen ist der Reger, der keine Phantasie und keine Erfindung hat‘, auf den Flügel.“ Guido Bagier vermutet gar einen „mystischen Zwang“ als Triebfeder ihrer Entstehung.

## Nr. 1: Fantasie über den Choral Alle Menschen müssen sterben
Die Textvorlage dieser Fantasie ist eine Dichtung Johann Georg Albini aus dem Jahre 1652; die Melode stammt wahrscheinlich von Jacob Hintze (1678):
Die Fantasie kann in sechs Abschnitte unterteilt werden:
1. Einleitung
2. Strophe I „Alle Menschen müssen sterben“
3. Zwischenteil
4. Strophe III „Jesus ist für mich gestorben“
5. Strophe VI „O Jerusalem, du schöne“
6. Strophe VII „Ach, ich habe schon erblicket“

Reger vertont also nicht alle sieben Strophen des Chorales, sondern wählt gezielt vier Verse aus. Im Gegensatz zu den meisten Choralfantasien Regers endet das Werk nicht mit einer Fuge; choralgebundene und freie Strophen wechseln sich hierbei ab. Der Introduzione übertitelte Beginn des Werkes bringt bereits die wichtigsten musikalischen Motive des Werkes: Als Todesmotiv ein großes absteigendes Intervall sowie ein Auferstehungsmotiv aus abwärtssteigenden Akkorden.

## Nr. 2: Fantasie über den Choral „Wachet auf, ruft uns die Stimme“
Das Werk ist das populärste der drei Fantasien und „die schönste, zweitschönste oder allerschönste Choralfantasie Regers“ wie Martin Weyer schreibt; Straube nannte sie die „großartigste Leistung“. Ihr liegt der Choral Philipp Nicolais aus dem Jahre 1599 zugrunde; der Text orientiert sich an Matt. 25, 1–3 und Jes. 52, 8.
Die Schlusszeilen des Textes der dritten Strophe verwendet Reger dabei in einer abgewandelten Form, die sich auch noch im evangelischen Kirchengesangbuch (EKG) von 1950 findet. Der weihnachtliche Bezug der Originals fehlt hierbei:
| Philipp Nicolai 1599                              | Op. 52, 2                                                  |
| ------------------------------------------------- | ---------------------------------------------------------- |
| Deß sind wir froh / jo / jo Ewig in dulci iubilo. | Des jauchzen wir und singen dir das Halleluja für und für. |

Die Fantasie gliedert sich in vier Teile:
1. Introduzione
2. Strophe I „Wachet auf! ruft uns die Stimme“
3. Strophe II „Zion hört die Wächter singen“
4. Fuge und Strophe III „Gloria sei dir gesungen“.

Sie beginnt mit einer Introduzione in einem grave assai. In „sehr ‚dunkle[r]‘ Registrierung“ mit 16' und 8'-Registern beginnt ein düsteres, waberndes vierfaches pianissimo, das den Zuhörer zuerst lange im Ungewissen über Form und Rhythmus lässt. Die düstere gedämpfte Grundstimmung wird nur zwei Mal von kurzen Einsätzen – „niedersausenden Blitzen“ – im dreifachen fortissimo unterbrochen. Weyer sieht dies als kontrastierende Ebenen von nächtlicher Stille und beginnendem Gericht.
Das Choralthema erscheint erstmals in Takt 11, begleitet in „sehr lichte[r] Registrierung“. Die Verszeilen werden jeweils von Zwischenspielen unterbrochen – die „himmlische Herrlichkeit“ hebt sich von „irdische Finsternis“ ab. Karl Straube schreibt hierzu:

„Die Einleitung zu ‚Wachet auf’ bezeichnete Max Reger als den ‚Kirchhof’ und die Choralmelodie ist die Stimme eines Engels, die Toten werden allmählich erweckt; Dis-E-Dis [Takte 18 ff.] im Pedal deutet symbolisch, wie sie sich in den Gräbern rühren. So hat mir mein Freund sein künstlerisches Wollen gedeutet.“

## Nr. 3: Fantasie über den Choral Halleluja! Gott zu loben
Der Fantasie liegt folgender Choral Johann Georg Bäßlers zugrunde; der Text stammt von Matthias Jorissen und basiert auf Psalm 146.
Regers Fantasie besteht aus einer Introduktion und sieben Choralstrophen und endet mit einer Coda:
1. Introduktion Vivace assai – Vivacissimo
2. Strophe I „Hallelujah! Gott zu loben“
3. Strophe II „Setzt auf Fürsten kein Vertrauen“
4. Strophe III „Heil dem, der im Erdenleben“
5. Strophe IV „Er, der Himmel, Meer und Erde“
6. Strophen V „Er ist's, der den Fremdling schützet“ und VI  „Er, der Herr, ist's, der den Blinden“
7. Fuge und Strophe VII  „Er ist Gott und Herr und König“; in der Coda werden die ersten beiden Zeilen der Choralmelodie als Oktavkanon in Sopran und Bass geführt.

## Werkausgaben

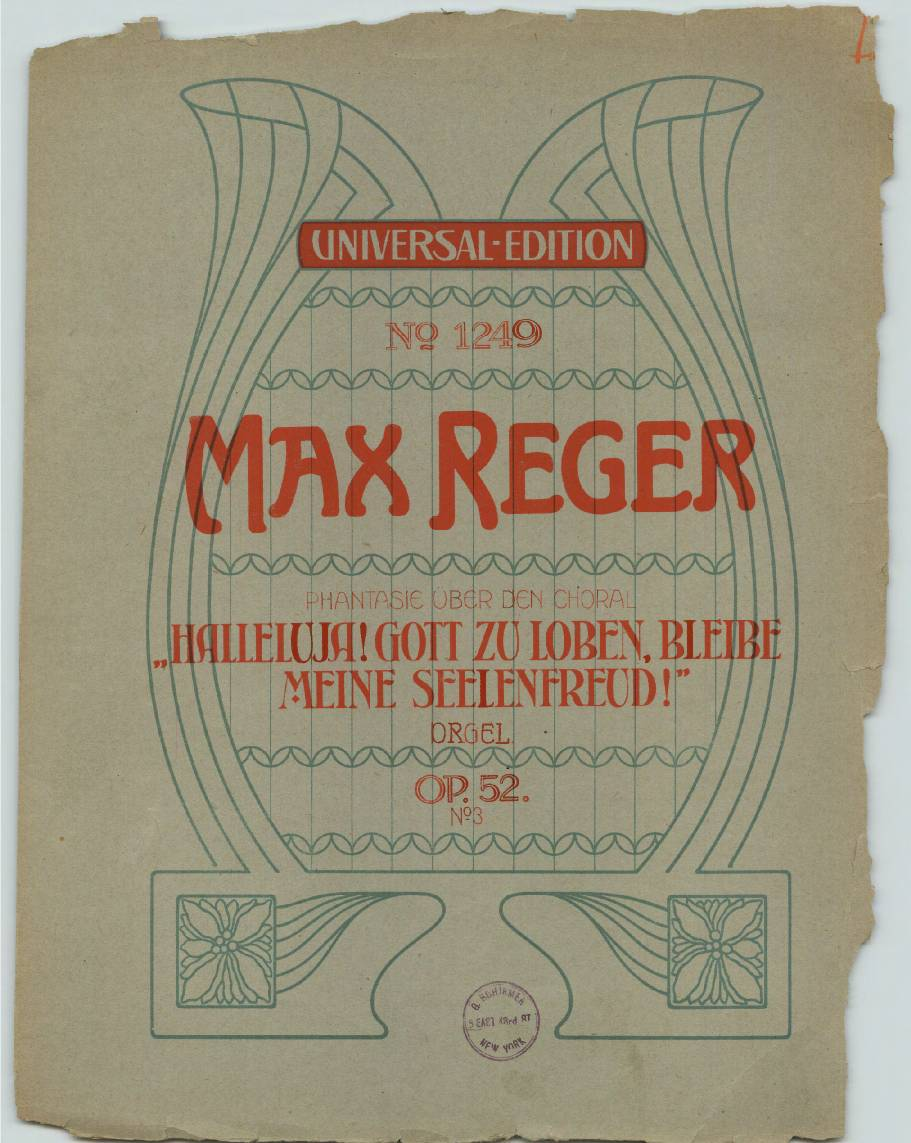
Titelblatt der Fantasie Nr. 3, Universal-Edition 1901

- Max Reger: Sämtliche Orgelwerke. Band 6. Choralfantasien. Breitkopf & Härtel, Wiesbaden/Leipzig/Paris, S. 91–147 (Edition Breitkopf 8496; nach der Reger-Gesamtausgabe).
- Max Reger: Phantasie über den Choral „Alle Menschen müssen sterben“. Universaledition, Wien, ISBN 978-3-7024-4050-3 (UE 1247; Neuauflage der Ausgabe von Aibl 1901 – ISMN = 979-0-008-01291-4).
- Max Reger: Phantasie über den Choral „Wachet auf, ruft uns die Stimme“. Universaledition, Wien, ISBN 978-3-7024-4053-4 (UE 1248; Neuauflage der Ausgabe von Aibl 1901 – ISMN = 979-0-008-01292-1).
- Max Reger: Phantasie über den Choral „Halleluja! Gott zu loben“. Universaledition, Wien (UE 1249; Neuauflage der Ausgabe von Aibl 1901).
- Max Reger: Reger-Werkausgabe, Bd. I/1: Choralphantasien für Orgel. Carus, Stuttgart 2010, S. 80–140 (CV 52.801/00); auch Einzelausgabe.

## Quellenlage

T. 80–83 der Fantasie Nr. 2 mit den Eintragungen zur Artikulation (oberhalb) im Straube-Exemplar